# Madame Firmiani (personagem)
Madame Firmiani é uma personagem fictícia da Comédia Humana de Honoré de Balzac. É a protagonista da novela que leva seu nome (Madame Firmiani).
Nascida Cadignan, sobrinha do velho príncipe de Cadingan, prima de Diane de Maufrigneuse, ela se casa aos dezesseis anos com o sr. Firmiani, coletor de impostos geral no departamento de Cairo Montenotte.
Viúva em 1822, ela se casa secretamente com Octave de Camps em 1825, a quem ajuda a realizar seu maior sonho: restituir aos proprietários de direito a fortuna que o pai do jovem havia adquirido inescrupulosamente, mesmo significando isto passar por dificuldades financeiras.
Em 1834, ela defende a esposa de Félix de Vandenesse, Marie-Angélique de Vandenesse, que aconselha sabiamente em Une fille d'Eve.
Ela aparece brevemente em La Femme de trente ans, em que ela apresenta Charles de Vandenesse à Julie d'Aiglemont.
Madame Firmiani aparece também em:
- Les Employés ou la Femme supérieure;
- Le Député d'Arcis.